# Nerisopam
Nerisopam (GYKI-52322, EGIS-6775) là một loại thuốc có nguồn gốc từ 2,3- benzodiazepine, liên quan đến tofisopam. Nó có tác dụng giải lo âu và an thần kinh mạnh trong các nghiên cứu trên động vật.